# Andrena flavobila
Andrena flavobila är en biart som beskrevs av Warncke 1965. Andrena flavobila ingår i släktet sandbin, och familjen grävbin. Inga underarter finns listade i Catalogue of Life.